# Ириэ, Тосикадзу
Тосика́дзу Ири́э (яп. 入江 利和 Ириэ Тосикадзу, 11 ноября 1984, Уцуномия) — японский футболист, полузащитник, также может играть на позиции защитника.

## Биография
Свою профессиональную футбольную карьеру Тосикадзу Ириэ начал в 2007 году в резерве клуба «ДЖЕФ Юнайтед Итихара Тиба», где играл в Японской Футбольной Лиге. В 2008 году он перешёл в клуб «Тотиги», с которым в этом же сезоне пробился во Второй дивизион Джей-лиги.
С 2009 по 2011 годы Тосикадзу Ириэ играл в рядах «Тотиги» во Втором дивизионе Джей-лиги, в общей сложности проведя в ней 83 матча и забив один гол. 11 января 2012 года истёк срок контракта Тосикадзу Ириэ с клубом «Тотиги», но футболист не пожелал его продлевать.
Впоследствии Тосикадзу Ириэ перебрался в Латвию, где 8 марта 2012 года присоединился к клубу «Гулбене». В рядах «Гулбене» он сыграл в 15 матчах и забил один гол, а 1 июля того же года был отзаявлен из клуба.
В августе 2012 года Тосикадзу Ириэ подписал контракт с польским клубом «Гурник» из города Ленчна.

## Статистика
| Выступление               | Выступление      | Выступление      | Чемпионат | Чемпионат | Кубок | Кубок | Итого | Итого |
| Клуб                      | Лига             | Сезон            | Игры      | Голы      | Игры  | Голы  | Игры  | Голы  |
| ------------------------- | ---------------- | ---------------- | --------- | --------- | ----- | ----- | ----- | ----- |
| ДЖЕФ Юнайтед Тиба Резервз | JFL              | 2007             | 23        | 0         | —     | —     | 23    | 0     |
| Тотиги                    | JFL              | 2008             | 7         | 1         | 2     | 0     | 9     | 1     |
| Тотиги                    | J2               | 2009             | 44        | 1         | 1     | 0     | 45    | 1     |
| Тотиги                    | J2               | 2010             | 21        | 0         | 0     | 0     | 21    | 0     |
| Тотиги                    | J2               | 2011             | 18        | 0         | 2     | 0     | 20    | 0     |
| Гулбене                   | Высшая лига      | 2012             | 15        | 1         | 2     | 0     | 17    | 1     |
| Богданка                  | Первая лига      | 2012/13          | 0         | 0         | 0     | 0     | 0     | 0     |
| Всего за карьеру          | Всего за карьеру | Всего за карьеру | 128       | 3         | 7     | 0     | 135   | 3     |